# Mépris de femme
Mépris de femme (titre original : The Scorn of Women) est une nouvelle américaine de Jack London publiée aux États-Unis en 1901.

## Historique
La nouvelle est publiée initialement dans le périodique Overland Monthly en mai 1901, avant d'être reprise dans le recueil Le Dieu de ses pères en mai 1901.

## Éditions

### Éditions en anglais
- The Scorn of Women, dans le périodique Overland Monthly, mai 1901.
- The Scorn of Women, dans le recueil The God of his Fathers & Other Stories, New York ,McClure, Phillips & Co., 1901

### Traductions en français
- Mépris de femme, traduit par Louis Postif, in En pays lointain, recueil de huit nouvelles chez Hachette, 1926.
- Mépris de femme, traduit par François Specq, Gallimard, 2016[1].

## Sources
- « Bibliographie de Jack London », sur jack-london.fr (consulté le 18 mars 2024)